# Billy Bathgate (film)
Billy Bathgate is een Amerikaanse misdaadfilm uit 1991 onder regie van Robert Benton. Het scenario is gebaseerd op de gelijknamige roman uit 1989 van de Amerikaanse auteur E.L. Doctorow.

## Verhaal
Ten tijde van de drooglegging komt de New Yorkse tienerjongen Billy Bathgate terecht in de misdaadbende van Dutch Schultz. Hij is onder de indruk van Billy en hij wil hem onder zijn hoede nemen. Al spoedig beseft Billy  dat hij zich in een uitermate gevaarlijk milieu bevindt.

## Rolverdeling
| Acteur               | Personage      |
| -------------------- | -------------- |
| Dustin Hoffman       | Dutch Schultz  |
| Nicole Kidman        | Drew Preston   |
| Loren Dean           | Billy Bathgate |
| Bruce Willis         | Bo Weinberg    |
| Steven Hill          | Otto Berman    |
| Steve Buscemi        | Irving         |
| Billy Jaye           | Mickey         |
| John Costelloe       | Lulu           |
| Timothy Jerome       | Dixie Davis    |
| Stanley Tucci        | Lucky Luciano  |
| Mike Starr           | Julie Martin   |
| Robert F. Colesberry | Jack Kelly     |
| Stephen Joyce        | Mijnheer Hines |
| Frances Conroy       | Mary Behan     |
| Moira Kelly          | Becky          |